# Alija Izetbegović
Alija Izetbegović (8 de agosto de 1925 – 19 de outubro de 2003) foi um político bósnio, filósofo islâmico e autor, que em 1992 se tornou o primeiro Presidente da Presidência da recém independente República da Bósnia e Herzegovina. Mais tarde, ele serviu como o primeiro presidente da Presidência da Bósnia e Herzegovina.
Pouco depois do início de seu mandato, a comunidade sérvia do país se revoltou e criou a República Srpska, tentando impedir a secessão da Bósnia e Herzegovina da Iugoslávia, o que levaria à eclosão da Guerra da Bósnia. Izetbegović liderou as forças bosníacas inicialmente ao lado das forças croatas, até que uma guerra separada eclodiu entre elas. As relações entre os dois lados foram resolvidas no Acordo de Washington, que ele assinou com o presidente croata Franjo Tuđman.
A guerra na Bósnia e Herzegovina continuou, com ampla limpeza étnica e outros crimes de guerra, cometidos principalmente pelas forças sérvias da Bósnia contra a população bósnia e croata em toda a Bósnia. Isso culminou no massacre de homens bósnios em Srebrenica pelas forças sérvias, o que mais tarde seria determinado como genocídio. Izetbegović também foi signatário do Acordo de Dayton, que encerrou a guerra em um impasse após os bombardeios da OTAN, e reconheceu a República Srpska como uma entidade autônoma dentro da Bósnia e Herzegovina. Ele continuou a exercer essa função até 1996, quando se tornou membro da Presidência da Bósnia e Herzegovina, servindo até 2000.
Izetbegović foi o fundador e primeiro presidente do Partido da Ação Democrática. Ele também foi autor de vários livros, entre os quais se destacam O Islã entre o Oriente e o Ocidente e a Declaração Islâmica.

## Biografia
Izetbegović nasceu em 8 de agosto de 1925 na cidade de Bosanski Šamac.   Enquanto servia como soldado em Üsküdar, o avô paterno de Izetbegović, Alija, casou-se com uma turca chamada Sıdıka Hanım.  O casal acabou se mudando para Bosanski Šamac e teve cinco filhos. O avô de Izetbegović mais tarde tornou-se prefeito da cidade. 
O pai de Izetbegović, um contador, lutou pelo Exército Austro-Húngaro na Frente Italiana durante a Primeira Guerra Mundial e sofreu ferimentos graves que o deixaram em um estado semiparalisado por pelo menos uma década. Ele declarou falência em 1927. No ano seguinte, a família mudou-se para Sarajevo, onde Izetbegović recebeu uma educação secular. 
Em 1941, Izetbegović ajudou a fundar uma organização islâmica bósnia chamada "Jovens Muçulmanos" (Mladi Muslimani), que foi modelada após a Irmandade Muçulmana.  Quando os "Jovens Muçulmanos" ficaram divididos entre apoiar a Divisão Handschar da Waffen-SS, majoritariamente muçulmana, ou os Partisans Iugoslavos comunistas, de acordo com o New York Times, ele se juntou à SS Handschar, apesar da falta de evidências.   A família de Izetbegović negou a alegação e afirmou que ele se juntou aos partisans comunistas iugoslavos.  Izetbegović foi detido pelos monarquistas sérvios Chetniks em meados de 1944, mas foi libertado pelo voivoda Chetnik Dragutin Keserović.  Ele foi preso pelos comunistas iugoslavos após a guerra e condenado a três anos de prisão em 1946, acusado de colaborar com as forças nazistas.  Antes da prisão, ele obteve o diploma de Direito na Faculdade de Direito da Universidade de Sarajevo.  Ele continuou envolvido na política depois de cumprir a pena. 

## Dissidente e ativista
Em 1970, Izetbegović publicou um manifesto intitulado Declaração Islâmica, expressando suas opiniões sobre as relações entre o islamismo, o estado e a sociedade. O manifesto foi proibido pelo governo.  Nele, ele tentou conciliar o progresso do estilo ocidental com a tradição islâmica.  A obra fez um apelo à "renovação islâmica" sem mencionar especificamente a Iugoslávia. No entanto, ele e os seus apoiantes foram acusados pelas autoridades comunistas de reavivar a organização “Jovens Muçulmanos” e de uma conspiração para criar uma Bósnia e Herzegovina “islamicamente pura”. 
A declaração designou o Paquistão como um país modelo a ser imitado pelos revolucionários muçulmanos em todo o mundo.  Uma das passagens que foi particularmente destacada pelos seus oponentes durante o julgamento foi: "Não pode haver paz ou coexistência entre a fé islâmica e as instituições sociais e políticas não islâmicas... o Estado deve ser uma expressão da religião e deve apoiar os seus conceitos morais."  A declaração continua a ser uma fonte de controvérsia. Os sérvios, que se opunham a Izetbegović, citavam frequentemente a declaração como indicativa da intenção de criar uma república islâmica ao estilo iraniano na Bósnia. 
Ele próprio insistiu muitas vezes mais tarde que as declarações sobre a criação de um estado islâmico eram hipotéticas e não deveriam ser aplicadas à situação na Bósnia. Apesar disso, a população não muçulmana da Bósnia ficou perturbada com várias das suas declarações nos seus escritos.  Trechos da declaração foram frequentemente citados pelos oponentes de Izetbegović durante a década de 1990, que a consideraram uma declaração aberta de fundamentalismo islâmico.  Esta opinião também é partilhada por alguns autores ocidentais.  Izetbegović negou vigorosamente estas acusações. 

### Prisão
Izetbegović foi preso pela primeira vez em 1946, aos 21 anos. Ele foi condenado à prisão em vários casos, num total de 8 anos, por ser membro de uma organização que luta pelos direitos humanos e pelos direitos religiosos. 
Em abril de 1983, Izetbegović e outros doze ativistas bosníacos (incluindo Melika Salihbegović, Edhem Bičakčić, Omer Behmen, Mustafa Spahić e Hasan Čengić) foram julgados por um tribunal de Sarajevo por uma variedade de acusações chamadas de "crimes como principalmente atividade hostil inspirada por ideologias islâmicas, associação para fins de atividade hostil e propaganda hostil". Izetbegović foi ainda acusado de organizar uma visita a um congresso muçulmano no Irã. Todos os julgados foram condenados e Izetbegović foi sentenciado a quatorze anos de prisão. 
O veredito foi fortemente criticado por organizações ocidentais de direitos humanos, incluindo a Anistia Internacional e a Helsinki Watch, que alegaram que o caso foi baseado em "propaganda comunista" e que os acusados não foram acusados de usar ou defender a violência. Em maio seguinte, a Suprema Corte da Bósnia reconheceu o ponto com um anúncio de que "algumas das ações dos acusados não tinham características de atos criminosos" e reduziu a sentença de Izetbegović para doze anos. Em 1988, quando o regime comunista vacilou, ele foi perdoado e libertado após quase cinco anos de prisão. A sua saúde sofreu graves danos. 

## Início da carreira política e eleição de 1990
A introdução de um sistema multipartidário na Iugoslávia no final da década de 1980 levou Izetbegović e outros ativistas bósnios a estabelecer um partido político, o Partido da Ação Democrática (Stranka Demokratske Akcije, SDA) em 1990. Tinha um caráter predominantemente muçulmano; da mesma forma, os outros principais grupos étnicos da Bósnia e Herzegovina, os sérvios e os croatas, também estabeleceram partidos de base étnica (SDS e HDZ BiH). O SDA obteve a maior parcela dos votos, 33% das cadeiras, com os segundos colocados sendo os partidos étnicos nacionalistas representando sérvios e croatas. Fikret Abdić venceu o voto popular para membro da Presidência entre os candidatos bosníacos, com 44% dos votos, Izetbegović com 37%. De acordo com a constituição da Bósnia, os dois primeiros candidatos de cada uma das três nações constituintes seriam eleitos para uma presidência rotativa multiétnica de sete membros (com dois croatas, dois sérvios, dois bósnios e um iugoslavo); um croata assumiria o cargo de primeiro-ministro e um sérvio a presidência da Assembleia. Abdić concordou em renunciar ao cargo de candidato bósnio à Presidência e Izetbegović tornou-se presidente da Presidência. 

## Presidência (1990–2000)

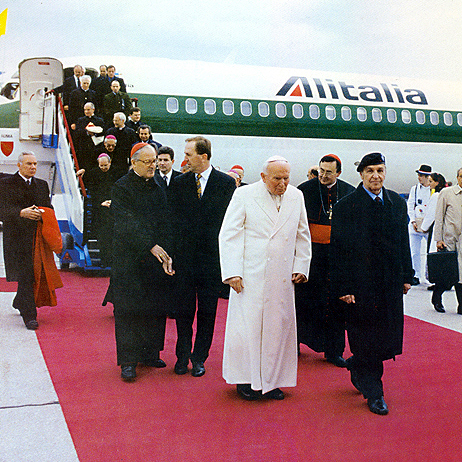
Izetbegović com o Papa João Paulo II em 1997

Os acordos de partilha de poder da Bósnia e Herzegovina ruíram muito rapidamente à medida que as tensões étnicas aumentaram após o início dos combates entre sérvios e croatas na vizinha Croácia. Embora Izetbegović devesse ocupar a presidência por apenas um ano, de acordo com a constituição, esse arranjo foi inicialmente suspenso devido a "circunstâncias extraordinárias" e acabou sendo abandonado completamente durante a guerra, quando os partidos nacionalistas sérvio e croata SDS e HDZ BiH abandonaram o governo. Quando os conflitos eclodiram na Eslovênia e na Croácia no verão de 1991, ficou imediatamente claro que a Bósnia e Herzegovina logo se envolveria no conflito. Izetbegović inicialmente propôs uma confederação flexível para preservar um estado bósnio unitário e pediu fortemente uma solução pacífica. Ele não subscreveu a visão da “paz a todo o custo” e comentou em Fevereiro de 1991 que “eu sacrificaria a paz por uma Bósnia e Herzegovina soberana... mas por essa paz na Bósnia e Herzegovina eu não sacrificaria a soberania." Ele abandonou o acordo Zulfikarpašić–Karadžić que veria a Bósnia como um estado soberano em uma confederação com a Sérvia e Montenegro, com 60% de Sandžak cedido à Bósnia. 
Em 6 de outubro de 1991, Izetbegović fez uma proclamação televisiva de neutralidade, que incluía a declaração "esta não é a nossa guerra".  Izetbegović fez uma declaração perante o parlamento bósnio em 14 de outubro em relação ao JNA: "Não façam nada contra o Exército. (...) a presença do Exército é um fator estabilizador para nós, e precisamos desse Exército... Até agora, não tivemos problemas com o Exército, e não teremos problemas mais tarde." Izetbegović teve uma conversa tensa com o líder sérvio-bósnio e presidente do SDS, Radovan Karadžić, no parlamento naquele dia. Depois de Karadžić ter apostado que os muçulmanos bósnios não se conseguiriam defender se um estado de guerra se desenvolvesse, Izetbegović observou que achou a maneira e a fala de Karadžić ofensivas e que isso explicava por que os bósnios se sentiam indesejados, que o seu tom poderia explicar por que os outros federados pela Iugoslávia se sentiam repelidos, e que as ameaças de Karadžić eram indignas do povo sérvio. 
No início de 1992, ficou claro que as demandas nacionalistas rivais eram fundamentalmente incompatíveis: os bósnios e os croatas buscavam uma Bósnia e Herzegovina independente, enquanto os sérvios queriam que ela permanecesse na Iugoslávia remanescente, dominada pela Sérvia. Izetbegović queixou-se publicamente de que estava a ser forçado a aliar-se a um lado ou ao outro, caracterizando vividamente o dilema comparando-o à escolha entre a leucemia e um tumor cerebral.  Em janeiro de 1992, o diplomata português José Cutileiro elaborou um plano, mais tarde conhecido como Acordo de Lisboa, que transformaria a Bósnia em um estado cantonal triétnico. Inicialmente, todos os três lados assinaram o acordo: Izetbegović pelos bósnios, Karadžić pelos sérvios e Mate Boban pelos croatas. Cerca de duas semanas depois, no entanto, Izetbegović retirou sua assinatura e declarou sua oposição a qualquer tipo de partição da Bósnia, supostamente encorajada por Warren Zimmermann, o embaixador dos Estados Unidos na Iugoslávia na época.  

### Guerra da Bósnia
Em fevereiro de 1992, Izetbegović convocou um referendo de independência sobre a condição europeia  para o reconhecimento da Bósnia e Herzegovina como um estado independente, apesar dos avisos dos membros sérvios da presidência de que era inconstitucional  e que qualquer movimento em direção à independência resultaria na secessão das áreas habitadas pelos sérvios para permanecerem com a Iugoslávia remanescente. O referendo obteve 99,4% de votos a favor, com uma participação de 63%,  largamente boicotado pelos sérvios.  Ou seja, de acordo com a constituição da República Socialista da Bósnia e Herzegovina, a mudança do status jurídico do estado não seria possível sem o consenso nacional de todas as três nações. Este mecanismo foi incorporado à constituição devido ao genocídio cometido contra os sérvios na Segunda Guerra Mundial, que perturbou o equilíbrio étnico. Outra possibilidade seria que dois terços dos cidadãos votassem em um referendo para deixar a federação iugoslava. Os sérvios não concordaram com a secessão da Iugoslávia. Além disso, menos de dois terços da população foi ao referendo. No entanto, a UE e os EUA aceitaram o referendo.
O parlamento bósnio, já desocupado pelos sérvios da Bósnia, declarou formalmente a independência da Iugoslávia em 29 de fevereiro e Izetbegović anunciou a independência do país em 3 de março. A medida só entrou em vigor em 7 de abril de 1992, quando a União Europeia e os Estados Unidos reconheceram o novo país. Lutas esporádicas entre sérvios e forças governamentais ocorreram em toda a Bósnia antes do reconhecimento internacional. Izetbegović parece ter apostado que a comunidade internacional enviaria uma força de paz ao reconhecer a Bósnia para evitar uma guerra, mas isso não aconteceu. Em vez disso, a guerra eclodiu imediatamente em todo o país, quando as forças do exército sérvio e iugoslavo assumiram o controle de grandes áreas contra as forças de segurança do governo mal equipadas. Inicialmente, as forças sérvias atacaram a população civil não sérvia no leste da Bósnia. Assim que as cidades e vilas estavam seguras em suas mãos, as forças sérvias saquearam ou incendiaram sistematicamente casas e apartamentos bósnios, civis bósnios foram presos ou capturados e, às vezes, espancados ou mortos no processo. Homens e mulheres foram separados, com muitos homens detidos nos campos. As mulheres foram mantidas em vários centros de detenção onde tiveram de viver em condições intoleravelmente anti-higiénicas, sendo também violadas repetidamente por soldados ou polícias sérvios. 
Izetbegović promoveu consistentemente a ideia de uma Bósnia multiétnica sob controle central, o que parecia uma estratégia inútil nas circunstâncias. Os croatas da Bósnia, desiludidos com o governo de Sarajevo e apoiados militar e financeiramente pelo governo croata, passaram a se dedicar cada vez mais à criação de seu próprio estado de base étnica, a República Croata da Herzeg-Bósnia, na Herzegovina e na Bósnia Central. Os croatas se retiraram do governo de Sarajevo e os combates começaram em 1993. Em algumas áreas, armistícios locais foram assinados entre sérvios e croatas. As forças croatas lançaram seus primeiros ataques contra bósnios na Bósnia central em junho de 1992, mas falharam. O acordo de Graz causou uma profunda divisão entre os croatas da Bósnia e fortaleceu a Herzeg-Bósnia separatista, e levou à campanha de limpeza étnica do Vale de Lašva contra civis bósnios, de maio de 1992 a março de 1993.  
Para aumentar a confusão geral, o ex-colega de Izetbegović, Fikret Abdić, estabeleceu uma Província Autônoma da Bósnia Ocidental em partes dos municípios de Cazin e Velika Kladuša, em oposição ao governo de Sarajevo e em cooperação com Slobodan Milošević e Franjo Tuđman. A facção de Abdić acabou sendo derrotada pelo exército bósnio. Nessa época, o governo de Izetbegović controlava apenas cerca de 25% do país e representava principalmente a comunidade bósnia. 

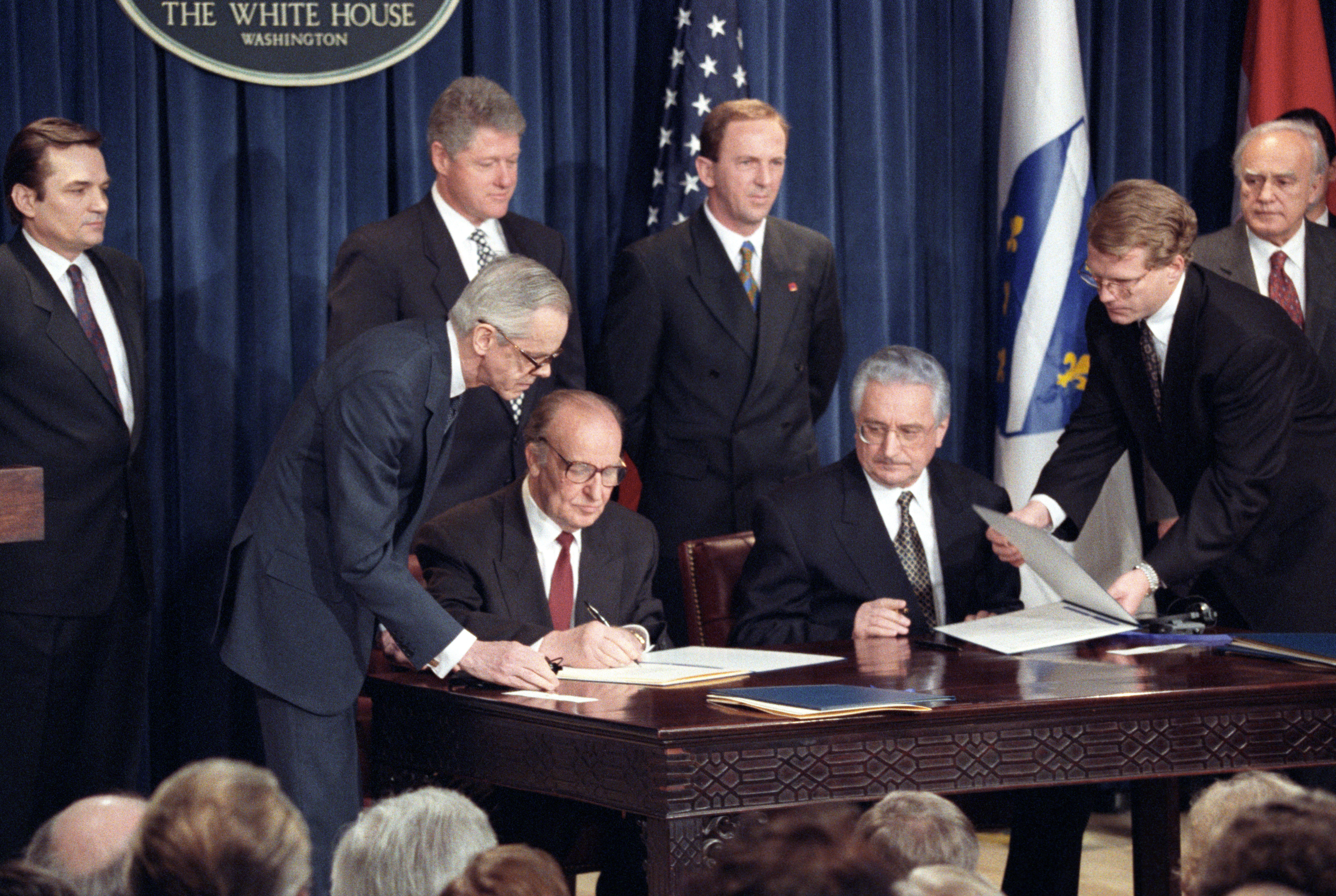
Izetbegović e Franjo Tuđman assinando o Acordo de Washington em 1994

Durante três anos e meio, Izetbegović viveu precariamente em uma Sarajevo sitiada e cercada por forças sérvias. Ele denunciou o fracasso dos países ocidentais em reverter a agressão sérvia e, em vez disso, voltou-se para o mundo muçulmano, com o qual já havia estabelecido relações durante seus dias como dissidente. O governo bósnio recebeu dinheiro e armas. Osama bin Laden recebeu um passaporte bósnio durante a presidência de Izetbegović e visitou a Bósnia e o Kosovo várias vezes.    Bin Laden declarou a um repórter alemão que planejava levar voluntários muçulmanos para a Bósnia.  Após os massacres de muçulmanos bósnios por forças sérvias e, em menor medida, croatas, voluntários muçulmanos estrangeiros juntaram-se ao exército bósnio nos chamados mujahidins bósnios, num número entre 300 e 1.500.  Eles rapidamente atraíram fortes críticas amplificadas pela propaganda sérvia e croata, que consideravam sua presença uma evidência de "fundamentalismo islâmico violento" no coração da Europa. Entretanto, os voluntários estrangeiros se tornaram impopulares até mesmo entre grande parte da população bósnia, porque o exército bósnio tinha milhares de soldados e não precisava de mais soldados, mas sim de armas. Muitos oficiais do exército bósnio e intelectuais desconfiavam da chegada de voluntários estrangeiros à parte central do país, porque eles vinham de Split e Zagreb, na Croácia, e passavam pela autoproclamada Herzeg-Bósnia, diferentemente dos soldados do exército bósnio, que eram presos regularmente pelas forças croatas. De acordo com o general Stjepan Šiber, o croata de mais alta patente no exército bósnio, os papéis principais na chegada dos voluntários estrangeiros foram desempenhados por Franjo Tuđman e pela contrainteligência croata clandestina, com o objetivo de justificar o envolvimento da Croácia na Guerra da Bósnia e os crimes em massa cometidos pelas forças croatas. Embora Izetbegović os considerasse simbolicamente valiosos como um sinal do apoio do mundo muçulmano à Bósnia, eles parecem ter feito pouca diferença militar e tornaram-se uma grande responsabilidade política. 
Em 1993, Izetbegović concordou com um plano de paz que dividiria a Bósnia em linhas étnicas, mas continuou a insistir em um governo unitário da Bósnia em Sarajevo e na alocação aos bósnios de uma grande porcentagem do território da Bósnia. A guerra entre bósnios e croatas foi finalmente encerrada por uma trégua negociada com a ajuda dos americanos em março de 1994, após a qual os dois lados colaboraram mais estreitamente contra os sérvios. A OTAN passou então a se envolver cada vez mais no conflito com bombardeios ocasionais contra os sérvios da Bósnia, geralmente após violações de cessar-fogo e da zona de exclusão aérea sobre a Bósnia. As forças croatas da Bósnia se beneficiaram indiretamente do treinamento militar dos EUA dado ao Exército Croata. Além disso, os croatas forneceram quantidades consideráveis de armamento aos croatas da Bósnia e quantidades muito menores ao exército bósnio, apesar do embargo de armas da ONU. A maior parte do suprimento de armas do exército bósnio foi transportado por via aérea do mundo muçulmano, especificamente do Irã — uma questão que se tornou objeto de alguma controvérsia e de uma investigação do Congresso dos EUA em 1996. Em setembro de 1993, o Segundo Congresso Bósnio reintroduziu oficialmente o nome étnico histórico "bosníacos". A política iugoslava de "muçulmanos por nacionalidade" foi considerada pelos bosníacos como uma forma de negligenciar e opor-se à sua identidade bósnia, porque o termo tentava descrever os bósnios como um grupo religioso e não étnico. 

#### Fim da guerra

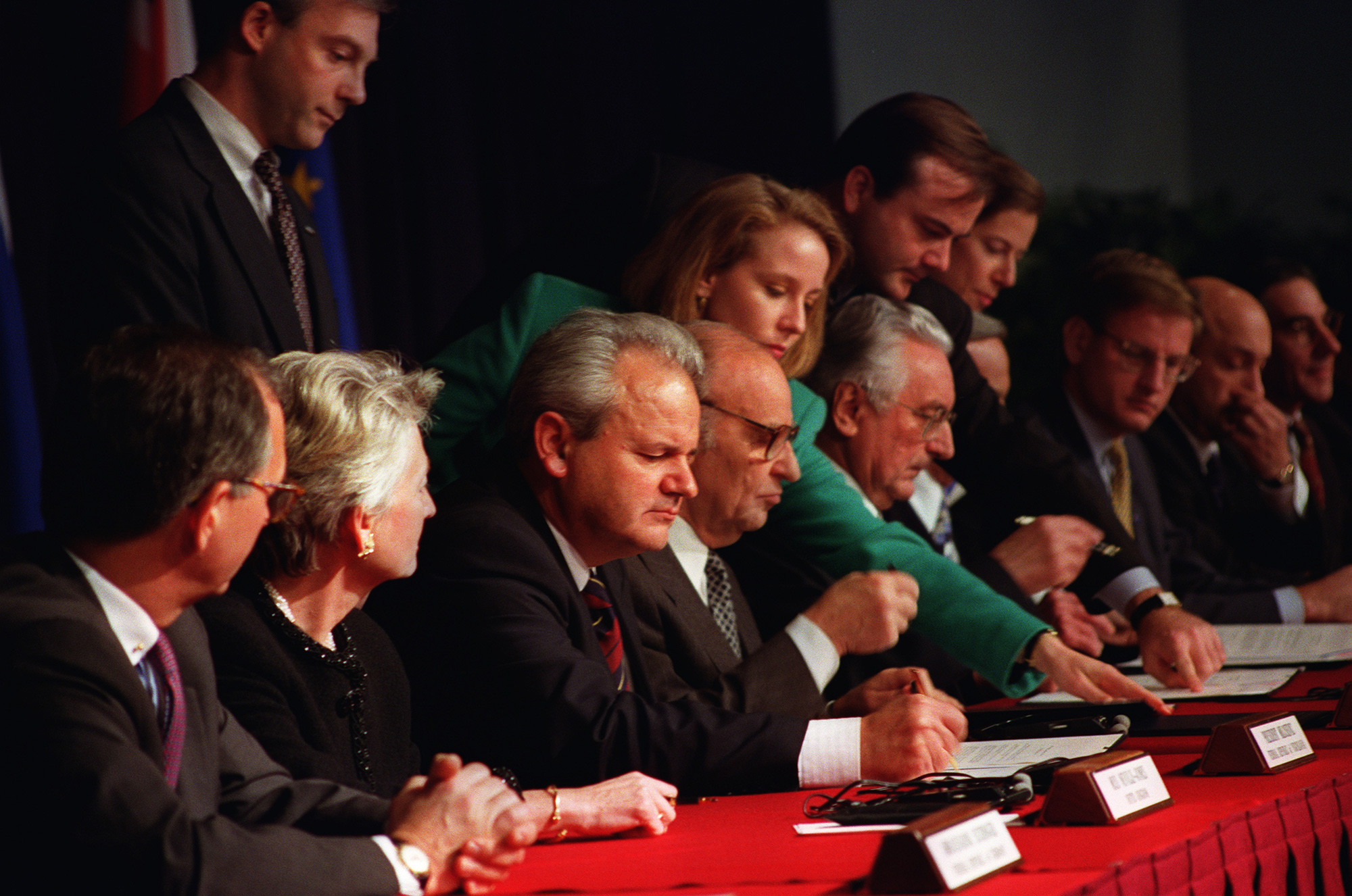
Slobodan Milošević, Izetbegović e Tuđman rubricando o Acordo de Dayton, 21 de novembro de 1995

O Acordo de Washington, em março de 1994, encerrou a Guerra Croata-Bosníaca e dividiu o território combinado da ARBiH e da HVO em dez cantões autônomos, estabelecendo a Federação da Bósnia e Herzegovina.
Em agosto de 1995, após o massacre de Srebrenica e o 2º massacre de Markale, a OTAN lançou uma campanha intensiva de bombardeios que destruiu o sistema de comando e controle sérvio-bósnio. Isso permitiu que as forças croatas e bósnias invadissem muitas áreas do país controladas pelos sérvios, produzindo uma divisão de aproximadamente 50/50 do território entre os dois lados. A ofensiva parou não muito longe da capital sérvia de facto, Banja Luka.
Quando as forças croatas e bósnias interromperam seu avanço, elas capturaram as usinas de energia que forneciam eletricidade para Banja Luka e usaram esse controle para pressionar a liderança sérvia a aceitar um cessar-fogo. As partes concordaram em se reunir em Dayton, Ohio, para negociar um tratado de paz sob a supervisão dos Estados Unidos. Os interesses sérvios e croatas foram representados por Milošević e Tuđman, respectivamente. Izetbegović representou o governo bósnio reconhecido internacionalmente. 

#### Pós-guerra

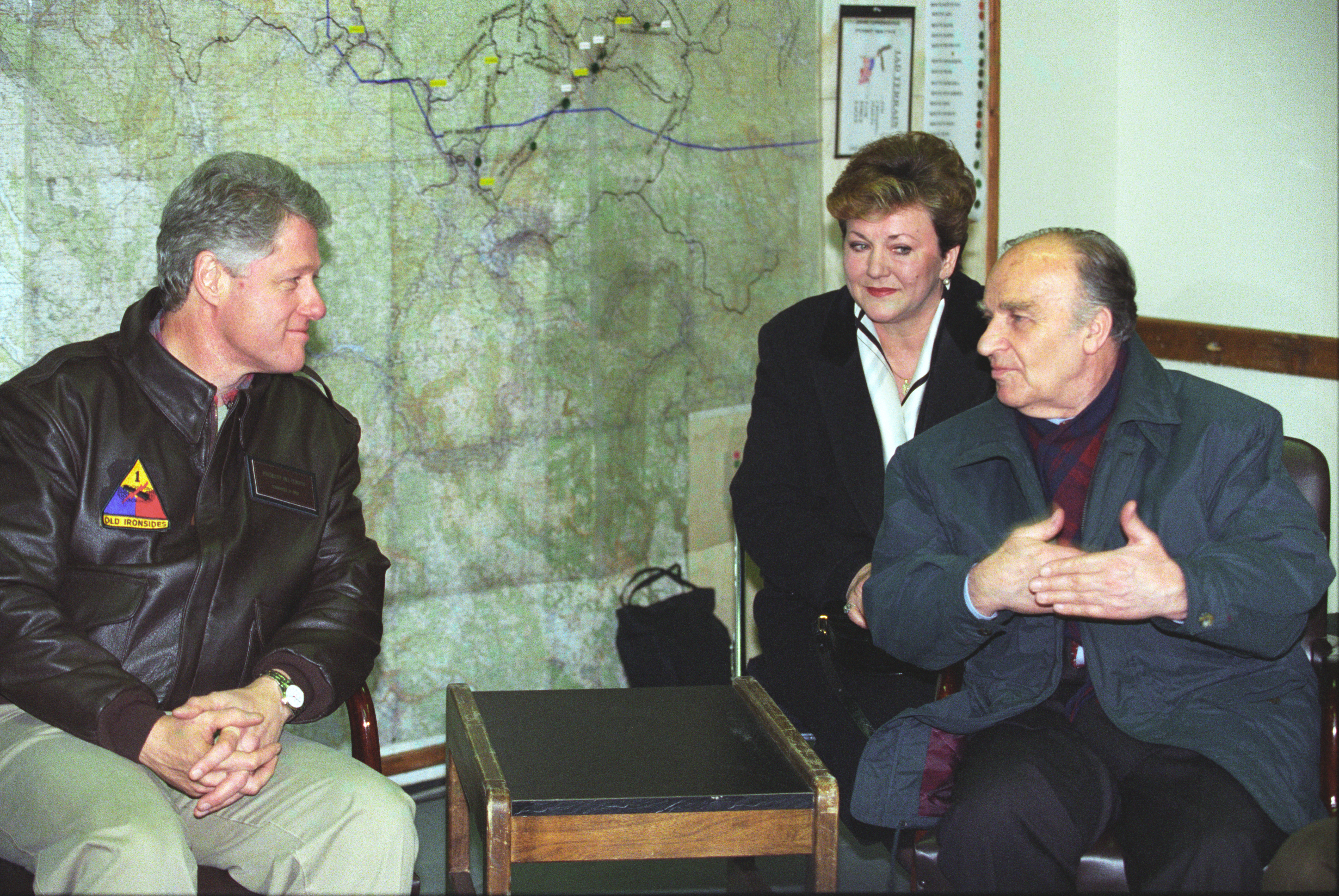
O presidente dos EUA, Bill Clinton, se encontra com Izetbegović em Tuzla, 22 de dezembro de 1997

Depois que a Guerra da Bósnia foi formalmente encerrada pelo acordo de paz de Dayton em novembro de 1995, Izetbegović tornou-se membro da Presidência da Bósnia e Herzegovina. O poder de seu partido declinou depois que a comunidade internacional instalou um Alto Representante para supervisionar os assuntos de Estado, com mais poder do que a Presidência ou os parlamentos das entidades bósnia-croatas ou sérvias. Ele renunciou em outubro de 2000, aos 74 anos, alegando problemas de saúde. No entanto, Izetbegović continuou popular entre o público bósnio, que o apelidou de Dedo (que em bósnio significa avô). Seu apoio ajudou seu partido a se recuperar nas eleições gerais de 2002. Alguns observadores descreveram seu governo como autoritário com posições nacionalistas.    

## Morte

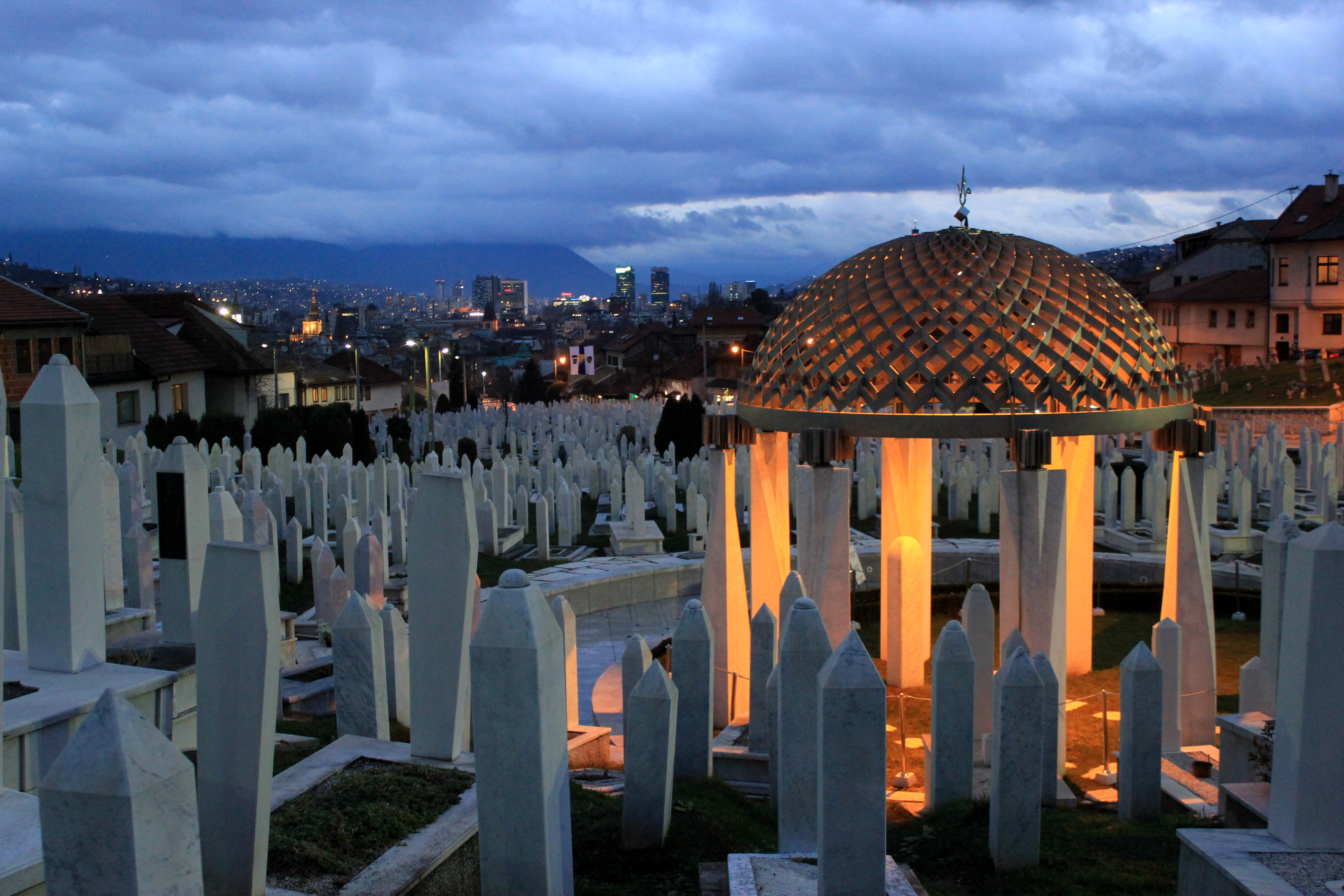
Túmulo de Izetbegović em Sarajevo

Izetbegović morreu em 19 de outubro de 2003 de doença cardíaca complicada por ferimentos sofridos em uma queda em casa. Uma investigação do TPIJ sobre Izetbegović estava em curso, mas terminou com a sua morte.    Seu funeral, realizado três dias após sua morte, em 22 de outubro, atraiu muitos funcionários bósnios, dignitários de 44 países estrangeiros, 105 membros da Grande Assembleia Nacional da Turquia e entre 100.000 e 150.000 pessoas, com sua família recebendo mais de 4.000 telegramas.  Mais de 400 jornalistas compareceram ao funeral, que foi transmitido ao vivo pela TV com 37 câmeras. 
Após a morte de Izetbegović, houve uma iniciativa para renomear uma parte da rua principal de Sarajevo de Ulica Maršala Tita (Rua Marechal Tito) e o Aeroporto Internacional de Sarajevo em sua homenagem. Após objeções de políticos da República Sérvia, da comunidade internacional e do enviado da ONU, Paddy Ashdown, ambas as iniciativas falharam. 
Ele teve um filho, Bakir, que também entrou na política e serviu como membro da Presidência de 2010 a 2018, bem como duas netas (Jasmina e Mirzela Izetbegović). 
Em 11 de agosto de 2006, o túmulo de Izetbegović no cemitério Kovači em Sarajevo foi seriamente danificado por uma bomba. A identidade do bombista ou dos bombistas nunca foi determinada. 

## Honras e condecorações

### Patente militar
| Prêmio ou condecoração | Prêmio ou condecoração                           |
| ---------------------- | ------------------------------------------------ |
|                        | Comandante em Chefe das Forças Armadas da Bósnia |

### Ordens honoríficas
| Condecoração | Condecoração                            | País    | Concedido por              | Ano  | Local  |
| ------------ | --------------------------------------- | ------- | -------------------------- | ---- | ------ |
|              | Grande Ordem da Rainha Jelena           | Croácia | Franjo Tuđman              | 1995 | Zagreb |
|              | Ordem do Estado da República da Turquia | Turquia | Süleyman Demirel           | 1997 | Ancara |
|              | Ordem da Independência                  | Catar   | Hamad bin Khalifa Al Thani | 1998 | Doha   |

## Obras
Disponível em inglês
- O Islã entre o Oriente e o Ocidente, Alija Ali Izetbegović, American Trust Publications, 1985 (também ABC Publications, 1993)
- Questões Inescapáveis: Notas Autobiográficas, Alija Izetbegović, The Islamic Foundation, 2003
- Izetbegović da Bósnia e Herzegovina: Notas da Prisão, 1983–1988, Alija Izetbegović, Greenwood Press, 2001
- Notas da Prisão – 1983–1988
- A Declaração Islâmica, Alija Izetbegović, sn, 1991

Disponível em bósnio
- Govori i pisma, Alija Izetbegović, SDA, 1994
- Rat i mir u Bosni i Hercegovini (Biblioteka Posebna izdanja), Alija Izetbegović, Vijece Kongresa bosnjackih intelektualaca, 1998
- Moj bijeg u slobodu: Biljeske iz zatvora 1983–1988 (Biblioteka Refleksi), Alija Izetbegović, Svjetlost, 1999
- Islamska deklaracija (Mala muslimanska biblioteka), Alija Izetbegović, Bosna, 1990